# 不死鬼譚きゅうこん 千年少女
『不死鬼譚きゅうこん 千年少女』（ふしきたんきゅうこん せんねんしょうじょ）は、ocelotから2012年8月24日に発売されたコンピュータ用ソフト。
第一回キネティックノベル大賞審査員特別賞を受賞した、仁木英之の作品『きゅうこん』 のゲーム化作品である。
GA文庫にて2013年8月9日にゲームと同じシナリオライターとイラストレーターでノベライズされている。

## あらすじ
私立柚原学園の新聞部に所属する五島基樹は、恋人の楓とともに柚原町の七不思議のひとつ「囲い畑（かこいばた）」について取材を進めていた。
そんな中、新聞部部長である折原 茉樹の様子がおかしくなった。
困り果てた基樹に対し、湖畔で出会った謎の少女・美月は、基樹に埋め込まれた『きゅうこん』が関係していることを示唆した。

## 登場人物
五島 基樹（ごしま もとき）
主人公。両親は台湾へ海外出張中のため、茉樹に毎朝朝食を作ってもらっている。
美月（みつき）
声 - 金元寿子
基樹を苗床とみなす、謎の美少女。か弱そうな見た目とは裏腹に不思議な圧力を基樹に感じさせたる。
折原 茉樹（おりはら まき）
声 - すずきけいこ
隣の家に住む基樹の幼馴染。新聞部では部長兼編集長を務めている。
吉岡 楓（よしおか かえで）
声 - 中村繪里子
基樹の後輩で、新聞部所属。基樹に恋していて、楓の方から告白し、晴れて恋人同士となった。ポニーテールとつぶらな瞳と丸顔が特徴。
坂 林太郎（さか りんたろう）
声 - 冨田和朗
基樹の友人。かつては柔道部に所属していたが、けがのため新聞部に移籍し、現在は副部長を務めている。
戸倉（とぐら）
声 - 田村健一
基樹が趣味のカヤックで知り合った男性で、柚原町の資料館の事務員をしている。ぽっちゃりした体格。

## スタッフ
- シナリオ - 仁木英之
- 原画 - 丸新
- 音楽 - UG